# أمنا رويحة الجنة (مسلسل)
أمنا رويحة الجنة (بالكويتية: أُمِنا رُوِيحِةْ الْيَنَّة) هو مسلسل تلفزيوني درامي كويتي من تأليف هبة مشاري حمادة، وإخراج محمد القفاص. أُنتِجَ المسلسل من قبل شركة صباح بيكتشرز وسبيكتروم بيكتشرز بمشاركة قناة الظفرة.
عرض المسلسل للمرة الأولى في رمضان 1436هـ، من بطولة سعاد عبد الله، وتطرق إلى جملة من القضايا الاجتماعية والإنسانية المتداخلة، ضمن توليفة من الكوميديا السوداء، وأحداث درامية مؤثّرة محورها الأمومة وعلاقة الأبناء بوالديهم وببعضهم البعض.

## القصة
تبدأ الأحداث سنة 1983، إذ تنام بطلة القصة فطّوم، وحولها أطفالها السبعة الذين تقوم على تربيتهم ورعايتهم في شقة قديمة ومهترئة الجدران. وعندما تستيقظ تجد نفسها في العام 2015 وقد كبرت مع أولادها الذين أصبحوا غرباء عنها، ما يطلق تساؤلات كثيرة ضمن سياق درامي مليء بالإسقاطات على الواقع.
على إثر أزمة صحية تصيب فاطمة تفقد ذاكرتها القديمة لثلاثين عاماً لتعود وتكتشف تغيّر أحوال أبناءها السبعة الذين كبروا وهجروا والدتهم، فتقرر العودة والمساهمة في حياتهم.

## أبطال المسلسل
| الممثل          | الدور           |
| --------------- | --------------- |
| سعاد عبد الله   | فاطمة           |
| أسمهان توفيق    | نورية / امينة   |
| بشار الشطي      | فاروق           |
| ملاك            | طيبة            |
| يعقوب عبد الله  | فوزي            |
| لولوة الملا     | نوف             |
| حسين المهدي     | فهد             |
| نور الغندور     | حلا / غلا       |
| فاطمة الصفي     | فوزية           |
| هبة الدري       | فايزة           |
| حمد اشكناني     | فيصل            |
| اميرة النجدي    | هنوف            |
| هند البلوشي     | فتوح            |
| محمد رمضان      | شهاب            |
| فهد السلطان     | عبداللطيف - طفل |
| زينب هشام       | منيرة - طفلة    |
| مريم المسلم     | دلال - طفلة     |
| شاهين العنزي    | ناصر - طفل      |
| رهف العنزي      | في - طفلة       |
| رتاج العلي      | عالية - طفلة    |
| علي الغريب      | فيصل - طفل      |
| باسل الانصاري   | حمد - طفل       |
| عذبي الكندري    | فوزي - طفل      |
| رتاج فيصل       | فايزة - طفلة    |
| محمد الانصاري   | فاروق - طفل     |
| احمد شموه       | فهد - طفل       |
| هديل الجندي     | فتوح - طفلة     |
| كنزي دسوقي      | فوزية - طفلة    |
| منى شداد        | نورية - شابة    |
| مرام البلوشي    | فاطمة - شابة    |
| يوسف محمد       | عبدالرزاق       |
| علي محسن        | حمد             |
| عبد الله الفريح | القاضي          |

## الحلقات
| حلقة رقم | الاسم | إخراج       | تأليف           | تاريخ البث الأصلي | عدد المشاهدة |
| --- | ----- | ----------- | --------------- | ----------------- | ------------ |
| 1 | TBA   | محمد القفاص | هبة مشاري حمادة | 18 يونيو 2015     | TBD          |
| تبدأ أحداث الحلقة الأولى في عام 1983، حيث منزل السيدة "فاطمة" التي طُلقت من زوجها من غانم، بسبب استهتاره وعدم اهتمامه بأسرته، وتتولى هي أعباء سبع أبناء. يظهر الطفل فاروق هو الأبن الأكبر للأسرة، الذي ينشأ وسط هذه العائلة المفككة؛ لكنه في نفس الوقت يتمتع بقدر كبير من الذكاء وقوة الملاحظة. تتعرض فاطمة لموقف صعب بعدما أصيبت وأبناءها بحالة تسمم نتيجة وضعها سم فئران في الأكل بدلا من الملح عن طريق الخطأ؛ لكن القدر يكون رحيماً معهم ويتعافون. تنتقل الكاميرا من الفلاش باك عام 1983 إلى الوقت الحاضر، "فاطمة" نفسها؛ لكنها هنا تعيش في منزل فاخر وتستيقظ من النوم لتجد نفسها قد فقدت آخر 30 عاما من ذاكرتها. تستعين فاطمة بخالتها "أمينة" لكي تستطيع أن تعلم أين أبناءها؛ لكنها تفاجئ بأمينة تخبرها عن المشاكل التي ضربت الأسرة وفرقت بين الجميع؛ لتصاب فاطمة بصدمة بعدما علمت ببعض المشاكل التي نشبت بينها وبين أبنائها بعدما كبروا.                                                            |       |             |                 |                   |              |
| 2 | TBA   | محمد القفاص | هبة مشاري حمادة | 19 يونيو 2015     | TBD          |
| يتداخل الماضي مع الحاضر في مشهد تظهر فيه فاطمة في شبابها وكيف ظلمت أبنائها بعدما تزوجت من رجل آخر، وتتألم فاطمة العجوز بعدما تخيلت المعاملة السيئة التي كان يتلقاها الأبناء من زوج والدتهم. يظهر الابن الثاني لفاطمة وهو "فهد" وقد تعرض لحادث سيارة بعدما انقلبت به سيارته على الطريق اثناء سفره إلى دبي مع زوجته "غلا" التي ماتت في الحادث، ويظهر الفلاش باك مدى المشاكل التي يعاني منها فهد مع زوجته "غلا"، وكذلك قصة الحب التي كانت بين "غلا" والدكتور "فوزي" لكن الظروف كانت أقوى منهما. تلتقي السيدة فاطمة لأول مرة منذ 30 عاماً بابنها الدكتور فوزي في عيادته؛ لكنها ترفض الكشف عن شخصيتها الحقيقية له رغم لهفتها عليه. تدخل الكاميرا إلى منزل "فتوح" ابنة فاطمة، التي تعاني مشاكل أيضاً مع زوجها صلاح الذي يقوم بطلاقها بعدما صرحت له بحب قديم ورغبتها في زيارة ذاك الشخص في المستشفى قبل أن يموت. يظهر الابن الآخر للسيدة فاطمة وهو "فيصل" الذي يعاني أيضاً مشاكل عائلة مع زوجته بسبب خيانته لها. |       |             |                 |                   |              |
| 3 | TBA   | محمد القفاص | هبة مشاري حمادة | 20 يونيو 2015     | TBD          |
| تواصل السيدة فاطمة رحلة البحث عن أبناءها، وتتواصل المفاجئات والمفارقات الصعبة معها كلما تقابلت مع أحدا منهم ولم يتعرف عليها، وفي نفس الوقت لم تستطع أن تفصح عن شخصيتها الحقيقية أمامه. فاروق يقع في أزمة مع زوجته بعدما اكتشفت الزوجة بمحض الصدفة أنه يخونها مع أخرى، و"فوزي" يصدم حبيبته السابقة "غلا" ويؤكد لها أنه لن يتزوجها إذا طُلقت من "شقيقه" فهد. تتوالى المفارقات وتكتشف فاطمة أن ابنتها "فايزة" وقعت في حب رجل متزوج وتسعى خلفه دون أمل. تذهب السيدة فاطمة إلى المستشفى حيث ابنها "فيصل" الذي يعاني من كسر في النخاع الشوكي ينتج عنه شلل كامل، ويصعقها مشهد خلاف أخوته على من يقوم باستضافته في منزله. تقرر السيدة فاطمة أن تكشف لأبناءها المجتمعين في المستشفى عن شخصيتها الحقيقية، ويدور نقاش حاد وعتاب قاس بين الأم التي هجرت ابناءها وهم أطفال ثم عادت بعد 30 عاماً إنسانة أخرى. |       |             |                 |                   |              |
| 4 | TBA   | محمد القفاص | هبة مشاري حمادة | 21 يونيو 2015     | TBD          |
| يذهب كل واحد من أبناء فاطمة إلى منزله بعد الموجهة الساخنة مع والدتهم التي ظهرت عقب 30 سنة فراق، وشريط ذكريات الطفولة يعود يمر على ذهن كل فرد منهم. في الوقت نفسه تقرر السيدة فاطمة أن تبقى إلى جانب ابنها فيصل الذي أصيب بشلل تام على أمل أن تكسب ثقته وعطفه، لتكفّر عن خطايا بعادها عنه لمدة 30 عام. تبدأ السيدة فاطمة في اقتحام حياة أبنائها من خلال وجودها في منزل فاروق إلى جانب نجلها المريض فيصل، وتصاب بصدمة من قسوة قلب ابنتها "فتوح" التي دائما ما تؤنبها وتذكرها بالماضي الأليم. فاروق يصعد المشاكل مع زوجته "طيبة" ويقوم بطردها من المنزل، في نفس الوقت تتورط فاطمة في الاعتداء على سيدة بسبب ابنتها "فايزة". |       |             |                 |                   |              |
| 5 | TBA   | محمد القفاص | هبة مشاري حمادة | 22 يونيو 2015     | TBD          |
| "فوزية" تعاني مشاكل نفسية جعلتها مدمنة للأدوية المهدئة، لتجد السيدة فاطمة نفسها أمام مهمة شبه مستحيلة حتى تساعد ابنتها للخروج من هذه الحالة. يعود "ناصر" طليق "فوزية" ويقتحم المنزل ويحاول أن يصطحب ابنته لكي تعيش معه؛ لكن السيدة فاطمة تهدده وتمنعه بمساعدة أبناءها فهد وفوزي. "فايزة" تقرر أن تضع حداً للعلاقة مع حبيبها "حمد" وتخبره أنها لا تستطيع أن تنتظره وقتاً أكثر من ذلك حتى يفي بوعوده ويتزوجها؛ وحمد يتعرض لحادث سير بسبب سوء حالته النفسية عقب مكالمة من حبيبته "فايزة". إحساس فيصل بالعجز بعد إصابته بالشلل يؤثر على حالته النفسية فيقوم بطلاق زوجته "الهنوف" رغم أنه مازال يحبها. |       |             |                 |                   |              |
| 6 | TBA   | محمد القفاص | هبة مشاري حمادة | 23 يونيو 2015     | TBD          |
| السيدة فاطمة تبدأ خطة لكي تجبر ابنتها "فوزية" على الامتناع عن تناول الأدوية المهدئة والشفاء من إدمانها، وتهددها بحرمانها من حضانة ابنتها إذا استمرت في تعاطي هذه الحبوب. يبدو أن فوزى لم يجد طريقة لنسيان حبه لـ"غلا"، زوجة أخيه فهد، إلا أن يقوم بخطبة الفتاة "نوف"، ويقوم بإرسال رسالة إلى "غلا" يطلب منها أن تنساه للأبد. فاروق يتعرض لأزمة صحية تجعله يراجع علاقته بزوجته "طيبة"؛ فيقرر أن يصطحبها في رحلة خارج البلاد؛ لكنه يعود إلى سابق عهده ويخذلها مجددا بعدما علم أن زوجته الثانية "غادة" ترقد في المستشفى مريضة؛ فيترك زوجته الأولى على متن الطائرة ليعود إلى غادة في المستشفى. |       |             |                 |                   |              |
| 7 | TBA   | محمد القفاص | هبة مشاري حمادة | 24 يونيو 2015     | TBD          |
| يعود فاروق من المطار تاركا زوجته "طيبة" ليطمئن على زوجته الثانية "غادة" التي ترقد في المستشفى؛ لكن غادة ترفض أن تعطيه وجه طبيب وتقوم بطرده وتطلب منه ألا تراه مرة أخرى. تجد "طيبة" نفسها في ورطة كبرى بعدما تركها زوجها فاروق على متن الطائرة بمفردها؛ فتحاول أن تستعطف طاقم الطائرة حتى لا تسافر؛ لكن الوقت كان قد فات وأقلعت الطائرة. تفاجأ "غلا" أثناء وجودها في أحد المراكز التجارية بشخص يدعي أنه يعرفها بعدما اعتقد أنها "حلا" ويهددها بتسجيلات فيديو خاصة يمتلكها إذا ما استمرت في تجاهله والتهرب منه. |       |             |                 |                   |              |
| 8 | TBA   | محمد القفاص | هبة مشاري حمادة | 25 يونيو 2015     | TBD          |
| تتلقى "غلا" مقطع فيديو لشقيقتها الراحلة "حلا" من الشخص المجهول الذي يعتقد أنها "حلا"، وتظهر فيه شقيقتها برفقة هذا الشخص في أجواء مريبة ليلاً. فايزة تصطحب والدتها فاطمة وتقوم بزيارة حبيبها "حمد" المريض في المستشفى، وفي نفس التوقيت تظهر زوجته نورا التي تتشاجر مع فاطمة قبل أن يقوم "حمد" بالاتصال بزوجته نورا ويطلقها. "فتوح" تقع في ورطة جديدة بعدما قام أحد الأفراد باتهامها بأنها تواعد رجل ليلا وقام بإخبار شقيقها الدكتور فوزي. |       |             |                 |                   |              |
| 9 | TBA   | محمد القفاص | هبة مشاري حمادة | 26 يونيو 2015     | TBD          |
| الدكتور فوزي يرفض اخبار والدته بالشكوى التي جاءت من أحد الجيران في اخته "فتوح" وينقذها من مواجهة جديدة مع والدتها فاطمة. ينجح فاروق في إعادة علاقته الطيبة بزوجته "غادة" مرة أخرى؛ لكن يبدو أن صفو هذه العلاقة لن يدم طويلا بعدما ظهر في حياتها زوجها السابق عزيز. فاروق يجد نفسه قد وقع في ورطة كبرى بعدما أخبرته "غادة" أن زوجها السابق "عزيز" يريد أن يردها إلى عصمته مرة أخرى، وأن عزيز يضغط على والدها لأنه دائن له بمبلغ 30 ألف دينار. "فتوح" تبدأ التفكير في خطة للاستفادة من أموال والدتها "فاطمة" وتوزيعها بينها وبين أخوتها كنوع من العقاب لوالدتها على ما تسببت لهم من ألم في الماضي. |       |             |                 |                   |              |
| 10 | TBA   | محمد القفاص | هبة مشاري حمادة | 27 يونيو 2015     | TBD          |
| 11 | TBA   | محمد القفاص | هبة مشاري حمادة | 28 يونيو 2015     | TBD          |

## هوامش
شخصية <<فتوح>> رشحت لها الفنانة صمود، الا انها اعتذرت، تم اختيار الفنانة هند البلوشي لاداء الشخصية، كما ان شخصية <<فوزي>> رشح له الفنان علي كاكولي، الا انه اعتذر، ورشح له الفنان محمود بوشهري، الا انه اعتذر، تم اختيار الفنان يعقوب عبد الله لاداء الشخصية، كما ان شخصية <<حلا / غلا>> رشحت لها الفنانة ريم ارحمة، الا انها اعتذرت، تم اختيار الفنانة نور الغندور لاداء الشخصية، كما ان شخصية <<فايزة>> رشحت لها الفنانة هنادي الكندري، الا انها اعتذرت، تم اختيار الفنانة هبة الدري لاداء الشخصية

## البث
عرض المسلسل لأول مرة على شاشة تلفزيون الظفرة وإم‌ بي‌ سي 1، إضافة لقناة الرأي، وتلفزيون عمان طوال شهر رمضان لسنة 1436 هجريًا.